# Município de Vermilion (condado de Erie, Ohio)
O município de Vermilion (em inglês: Vermilion Township) é um município localizado no condado de Erie no estado estadounidense de Ohio. No ano de 2010 tinha uma população de 4.945 habitantes e uma densidade populacional de 85,93 pessoas por km².

## Geografia
O município de Vermilion encontra-se localizado nas coordenadas 41° 22′ 52″ N, 82° 23′ 31″ O. Segundo a Departamento do Censo dos Estados Unidos, o município tem uma superfície total de 57.55 km², da qual 51,56 km² correspondem a terra firme e (10,4 %) 5,99 km² é água.

## Demografia
Segundo o censo de 2010, tinha 4.945 habitantes residindo no município de Vermilion. A densidade populacional era de 85,93 hab./km². Dos 4.945 habitantes, o município de Vermilion estava composto pelo 97,86 % brancos, o 0,24 % eram afroamericanos, o 0,16 % eram amerindios, o 0,26 % eram asiáticos, o 0,3 % eram de outras raças e o 1,17 % eram de uma mistura de raças. Do total da população o 2,65 % eram hispanos ou latinos de qualquer raça.